# Perfil - Zeca Baleiro
Perfil - Zeca Baleiro é um álbum-coletânea do cantor brasileiro Zeca Baleiro, lançado em 2003. Faz parte da série Perfil da Som Livre.
O disco é formado por sucessos dos 4 álbuns anteriores do cantor, além de uma música inédita (Bicho De Sete Cabeças II), que faz parte da trilha-sonora do filme Bicho de Sete Cabeças, de 2001.

## Faixas
| N.º            | Título                                                     | Compositor(es)                                             | Álbum Original                                            | Duração |  |
| 1.             | "Telegrama"                                                | Zeca Baleiro                                               | PetShopMundoCão                                           | 6:04    |  |
| 2.             | "Proibida Pra Mim"                                         | Chorão/ Marcão/ Thiago Castanho/ Champignon/ Renato Pelado | Líricas                                                   | 3:12    |  |
| 3.             | "Bandeira"                                                 | Zeca Baleiro                                               | Por Onde Andará Stephen Fry?                              | 3:23    |  |
| 4.             | "Salão De Beleza"                                          | Zeca Baleiro                                               | Por Onde Andará Stephen Fry?                              | 4:00    |  |
| 5.             | "Vapor Barato / Flor da Pele (Part. especial: Gal Costa)"  | Zeca Baleiro / Jards Macalé e Waly Salomão                 | Acústico MTV                                              | 3:18    |  |
| 6.             | "Meu Amor, Meu Bem, Me Ame (Part. especial: Rita Ribeiro)" | Zeca Baleiro                                               | Vô Imbolá                                                 | 3:45    |  |
| 7.             | "Lenha"                                                    | Zeca Baleiro                                               | Vô Imbolá                                                 | 4:06    |  |
| 8.             | "Mamãe Oxum (Part. especial: Chico César)"                 | Folclore, Zeca Baleiro                                     | Por Onde Andará Stephen Fry?                              | 3:52    |  |
| 9.             | "Piercing (Part. especial: Faces do Subúrbio)"             | Zeca Baleiro                                               | Vô Imbolá                                                 | 5:27    |  |
| 10.            | "Babylon"                                                  | Zeca Baleiro                                               | Líricas                                                   | 4:05    |  |
| 11.            | "Samba do Approach (Part. especial: Zeca Pagodinho)"       | Zeca Baleiro                                               | Vô Imbolá                                                 | 3:46    |  |
| 12.            | "Quase Nada"                                               | Zeca Baleiro, Alice Ruiz                                   | Líricas                                                   | 3:56    |  |
| 13.            | "Bienal (Part. especial: Zé Ramalho)"                      | Zeca Baleiro                                               | Vô Imbolá                                                 | 2:54    |  |
| 14.            | "Heavy Metal Do Senhor"                                    | Zeca Baleiro                                               | Por Onde Andará Stephen Fry?                              | 4:00    |  |
| 15.            | "Bicho De Sete Cabeças II"                                 | Geraldo Azevedo                                            | Faixa-bônus. Trilha-sonora do filme Bicho de Sete Cabeças | 3:31    |  |
| Duração total: | Duração total:                                             | Duração total:                                             | Duração total:                                            | 61:26   |  |

## Certificação e Vendas
| Ano  | Certificação | Vendas   | Ref.  |
| ---- | ------------ | -------- | ----- |
| 2003 | ouro - ABPD  | 100.000+ | [ 2 ] |